# Jens Ahlers

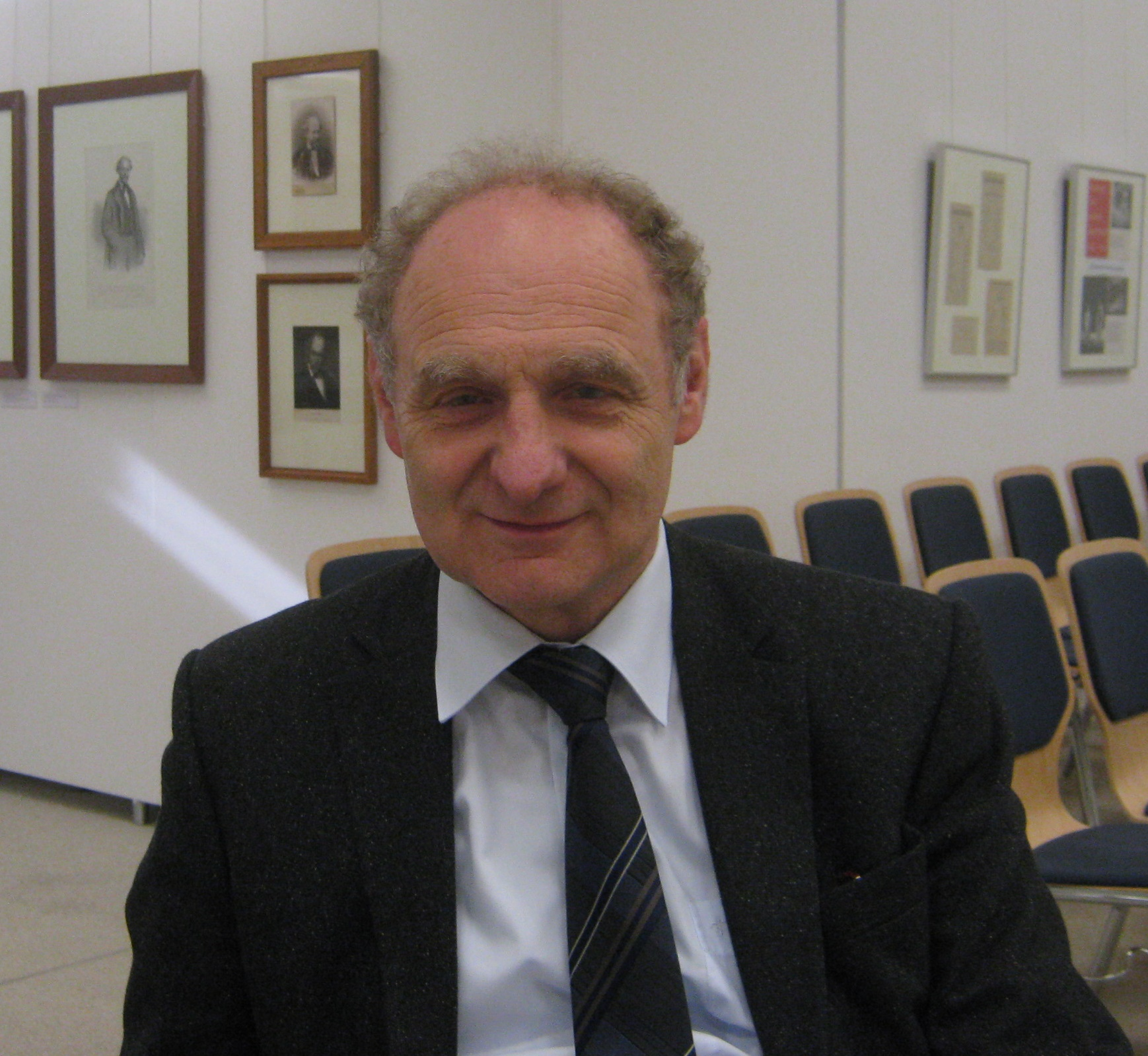
Jens Ahlers (2013)

Jens Ahlers (* 8. Februar 1953 in Rendsburg) ist ein deutscher Historiker, Anglist und Bibliothekar. Er war von 2005 bis 2019 Direktor der Schleswig-Holsteinischen Landesbibliothek.

## Leben
Nach dem Abitur an der Herderschule Rendsburg studierte Ahlers ab 1976 Geschichte, Anglistik und Allgemeine Sprachwissenschaften an der Christian-Albrechts-Universität zu Kiel. Nach dem Staatsexamen wurde er 1985 zum Dr. phil. promoviert.
Das Referendariat durchlief er von 1986 bis 1988 an der Niedersächsischen Staats- und Universitätsbibliothek Göttingen und der Fachhochschule für Bibliotheks- und Dokumentationswesen. An der Universität Köln blieb er noch ein Jahr am Lehrstuhl für Bibliothekswissenschaft. 1989 ging er für 16 Jahre an die Schleswig-Holsteinische Landeszentralbibliothek in Flensburg. 2005 wurde er als Direktor der Schleswig-Holsteinischen Landesbibliothek in Kiel berufen. Am 9. Mai 2019 wurde er in den Ruhestand verabschiedet.

## Veröffentlichungen
- Die Welfen und die englischen Könige 1165–1235. Lax Verlag, Hildesheim 1987 (Quellen und Darstellungen zur Geschichte Niedersachsens; 102) (Zugl.: Kiel, Univ., Diss., 1985), ISBN 978-3-7848-3502-0. GoogleBooks
- Die Melanchthondrucke der Niedersächsischen Staats- und Universitätsbibliothek Göttingen. Geschichte ihrer Provenienz. In: Bibliothek und Wissenschaft, Bd. 23 (1989), S. 1–102. GoogleBooks
- mit Gerhard Kraack: Die Landeszentralbibliothek Schleswig-Holstein und ihre historischen Buchbestände. In: Grenzfriedenshefte (1993), Heft 1, S. 3–21 (Digitalisat).
- Hrsg.: Glauben, Wissen, Leben – Klöster in Schleswig-Holstein: Ausstellungsbegleitband [Ausstellung 21. August–4. Dezember 2011 Schleswig-Holsteinische Landesbibliothek]. Schleswig-Holsteinische Landesbibliothek, Kiel 2011, ISBN 978-3-941713-07-9.
- Goethe und seine Bibliotheken: Vortrag vor der Goethe-Gesellschaft am 18. Januar 2011. Goethe-Gesellschaft, Kiel 2011 (Jahresgabe / Goethe-Gesellschaft Kiel; 2011).
- Der Landschaftsmaler  Charles Roß (1816–1858): Vortrag in der Historische Landeshalle für Schleswig-Holstein am 26. April 2018.

## Kataloge
- mit Gerhard Kraack: Buchillustration aus fünf Jahrhunderten. Eine Ausstellung in der Landeszentralbibliothek Schleswig-Holstein vom 17. Mai bis 23. Juni 1991 anlässlich der 425-Jahr-Feier des Alten Gymnasiums Flensburg. Landeszentralbibliothek Schleswig-Holstein, Flensburg 1991. GoogleBooks
- Landgraf Carl von Hessen 1744–1836, Statthalter in den Herzogtümern Schleswig und Holstein. Eine Ausstellung im Landesarchiv Schleswig-Holstein, 1996. GoogleBooks
- zusammen mit Gerhard Kraack: Karten und Atlanten in der Landeszentralbibliothek Schleswig-Holstein, Bd. 3 Die Welt in alten Karten und Ansichten: illustriertes Verzeichnis der Bestände bis 1900 in der Landeszentralbibliothek Schleswig-Holstein. Selbstverl. der Landeszentralbibliothek Schleswig-Holstein, Flensburg 2003 (Schriften der Landeszentralbibliothek Schleswig-Holstein; 5).
- Landesweit: Neuerwerbungen der Landesgeschichtlichen Sammlung aus 25 Jahren [Ausstellung, 22. März–24. Mai 2009]. Schleswig-Holsteinische Landesbibliothek, Kiel 2009, ISBN 978-3-941713-03-1.
- zusammen mit Wolfgang Kuessner: Kiel vor 100 Jahren: Ansichten einer Großstadt [Ausstellung 17. Februar–2. Mai 2010], Schleswig-Holsteinische Landesbibliothek, Kiel 2010, ISBN 978-3-941713-05-5.
- AufBruch & BürgerKrieg: Schleswig-Holstein 1848–1851 [Ausstellung 13. Mai – 2. September 2012, Schleswig-Holsteinische Landesbibliothek, Kiel; 12. Mai–2. September 2012 Museen im Kulturzentrum Rendsburg]. Schleswig-Holsteinische Landesbibliothek, Kiel 2012, Bd. 1 und 2, Bd. 2 zusammen mit Jan Schlürmann.
- Münzen – Banknoten, Notgeld – Medaillen: Schätze aus dem Münzkabinett der Schleswig-Holsteinischen Landesbibliothek; [Begleitband zur Ausstellung "Papier – Not – Geld – Medaillen", Schleswig-Holsteinische Landesbibliothek, Kiel, 1. September–27. Oktober 2013]. Schleswig-Holsteinische Landesbibliothek, Kiel 2013, ISBN 978-3-941713-12-3.
- Mennesker i krigen – 1864 – Menschen im Krieg: [Ausstellung 17. November 2013–16. März 2014 Schleswig-Holsteinische Landesbibliothek, Kiel, 11. April–26. Oktober 2014 Museum Sønderjylland, Sonderborg Slot, 7. November 2014–1. März 2015 Nationalmuseet København; Ausstellung "Mennsker i Krigen – 1864 – Menschen im Krieg"]. Schleswig-Holsteinische Landesbibliothek, Kiel u. a. 2014, ISBN 978-3-941713-14-7.